# McDonnell Aircraft
A McDonnell Aircraft Corporation egyesült államokbeli repülő- és űripari vállalatot 1939. július 6-án alapította James Smith McDonnell. A gyár kissé későn alakult, hogy a II. világháborús konjunktúrából nagy részt hasítson ki magának, működését mégis ez az időszak alapozta meg. A nagy fellendülést a sugárhajtású korszakba való belépés jelentette a cég számára, a McDonnell készítette az első szolgálatba állított repülőgép-hordozóra tervezett vadászgépet, az FH–1 Phantomot. A cég több sikeres harci gép gyártója lett, amelyek legsikeresebb példája az F–4 Phantom II volt.
Az 1950-es években új tevékenységbe kezdett a gyár, belépett az űriparba. A McDonnell gyártmánya volt az első amerikai űrhajó, a Mercury- és a holdra szállást előkészítő programként futtatott Gemini-program űrhajója. Az Apollo-programhoz azonban kissé érthetetlen módon (háttérbeli lobbiérdekek alapján) nem a McDonnellt választotta a NASA a vállalat űrhajógyártási tapasztalata ellenére sem.
A sikerek okozta pénzbőség az 1960-as évek közepén alapot adott a cég terjeszkedéséhez és felvásárolta a Douglas Aircraft Company repülőgépgyárat, a minden idők talán legsikeresebb utasszállító gépének – a DC–3-nak – a gyártóját, így megalapítva a McDonnell Douglas Corporation repülőgépgyárat. Később, az 1990-es években a közös cég a Boeing részévé vált egy újabb összeolvadással, így ma az óriásvállalat egyik részlegeként él tovább.

## Története

### Megalakulás és az első évek

#### Az alapítás és a II. világháború
James Smith McDonnell a cég alapítója az 1920-as évek elején lépett be a repülőiparba, mint repülőmérnök és pilóta. Első repülőgépgyártó cégét 1927-ben alapította, amely azonban hamar elvetélt, sikertelenül indultak egy kiképző repülőgépre kiírt tervezési pályázaton, majd az elkövetkező 1929-33-as nagy gazdasági világválságban nem sikerült megrendeléseket elnyerniük, a cég rövid úton tönkrement. A szakember visszament alkalmazottként különböző repülőgyárakhoz (15 év alatt összesen 8 helyen állt alkalmazásban), de ambíciója továbbra is egy saját repülőgépgyár megalapítása volt.
McDonnell újabb próbálkozása a II. világháború repülőgép-ipari konjunktúrája idejére esett, 1939. július 6-án Maryland államban jegyeztette be a McDonell Aircraft Corporation repülőgépgyárat. Az első év így is nagyon nehéz volt, nem sikerült megrendeléseket kapni sem a hadseregtől, sem a haditengerészettől. A legelső megrendelés 1940 szeptemberében érkezett a céghez. A háború további részében más gyárak típusaihoz gyártottak alkatrészeket, részegységeket és szintén más gyárak tervei alapján állítottak elő néhány kiképző repülőgépet. A cég legelső önálló prototípusa az 1941. szeptember 30-án benyújtott XP–67 Bat volt, egy kétmotoros kísérővadász, amely aztán meg is maradt a prototípus állapotban a gyenge teljesítménye miatt.

#### A háború utáni évek

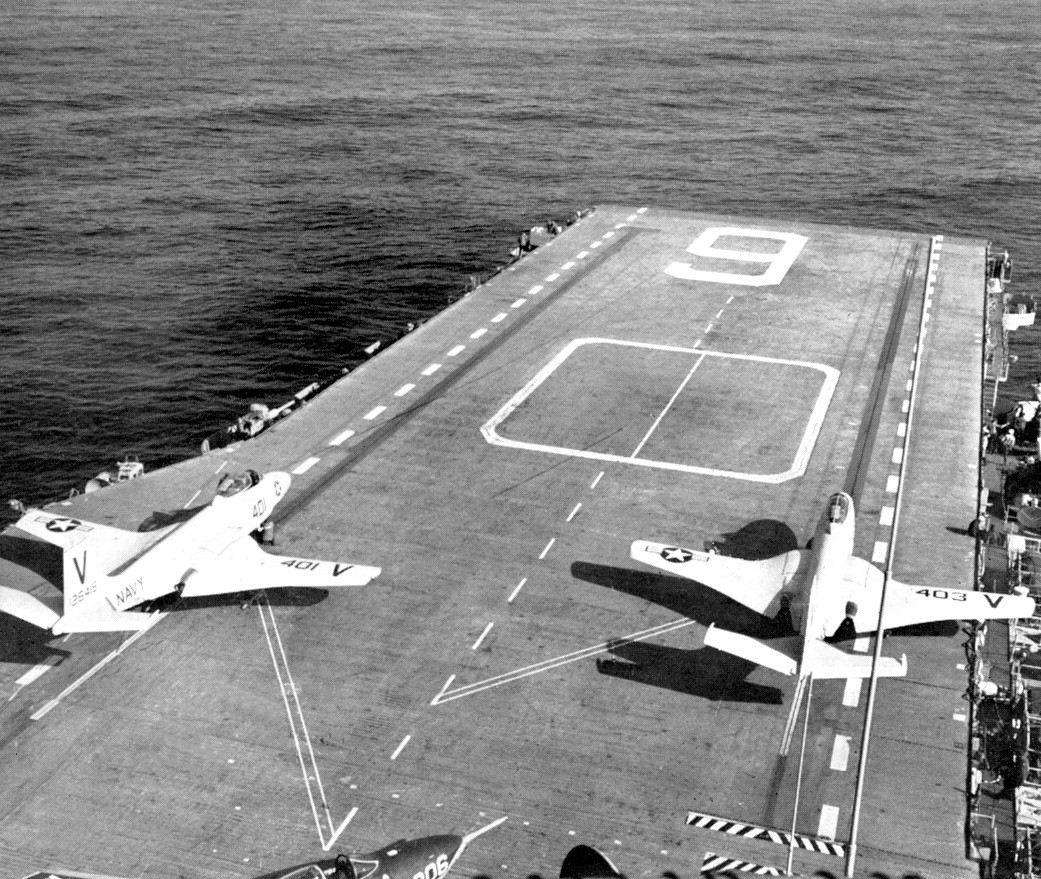
Két F2H Banshee a USS Essex anyahajó starthelyén

A háború vége a legtöbb repülőgépgyártónak az aranykor végét, a példátlan megrendelések elapadását jelentette, nem így a McDonnell számára: a cég az új technológia, a gázturbinás sugárhajtómű repülőgépes alkalmazása iránt kezdett érdeklődni, a hadvezetés pedig a haditermeléssel teljesen lekötött nagy gyártók mellé egy kevésbé leterheltet keresett, akit megbízhat a repülőgép-hordozókra szánt sugárhajtású vadászgépes kísérletekkel. A McDonnel 1943. augusztus 30-án  kapott szerződést és kezdett XFD–1 típusjellel egy haditengerészeti vadászgép projektbe, majd 1945. március 7-én megrendelés is született – gyakorlatilag a rajzasztalról – 100 db vadászgép legyártására. 1946. július 21-én pedig fel is szállt a prototípus a USS Franklin D. Roosevelt repülőgép-hordozóról, mint a repüléstörténet első tisztán sugárhajtású haditengerészeti vadászgépe. Később a típus FH–1 Phantom néven állt szolgálatba a Haditengerészetnél, az első század 1948. május 29-ei megalakulásával.
A Haditengerészet a 100 db-os Phantom megrendelést követően, néhány napon belül újabb prototípust rendelt a McDonelltől, egy nagyobb teljesítményű vadászgépre. A cég XF2D–1 jellel indította a fejlesztést (amelyet a Navy a rendkívül bonyolult jelrendszerben később XF2H–1-re módosított), amelynek első felszállására 1947. január 11-én került sor.
A gép 1948 augusztusában érkezett meg az alakulatokhoz F2H Bahnshee néven. A típus különböző alváltozataiból közel 900 darabot épített az ötvenes évek elején a McDonnell, emellett ez lett a cég első olyan típusa, amelyet éles bevetésben is használtak a Koreai háborúban, ahogy ugyanez a típus volt a cég történetében, amelyet elsőként gyártott exportra, a Kanadai Királyi Légierő számára.

### Az áttörés

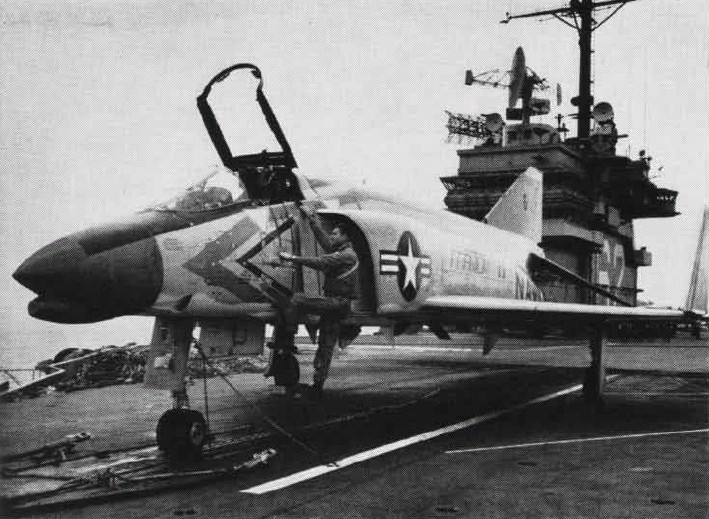
Egy korai F–4 Phantom II, a cég aranytojást tojó tyúkja

A haderőfejlesztés háború utáni bizonytalanságai egyszerre jelentettek a McDonnell számára pozitívumot és negatívumot, az FH–1 Phantom rendelését lecsökkentette a Haditengerészet, ugyanakkor új projektek indultak. A cég az XF–85 Goblin és az XF–88 Voodoo prototípusok fejlesztésébe vágott bele. Az előbbi egy új koncepció, a nehézbombázók által magukkal vitt „parazita” védővadász megalkotására irányult, míg az utóbbi egy hagyományosabb koncepció a szintén nehézbombázók védelmére szánt kísérővadász (a világháború sikeres megoldásának bizonyult P–51 Mustang modern megfelelőjének) létrehozását tűzte ki célul. Az előbbi koncepció zsákutcának bizonyult, sosem vált hadrafogható fegyverrendszerré, az utóbbiból viszont viszonylag hosszú fejlesztés végén megszületett az F–101 Woodoo. A McDonnell termelése felfutott, 1953 decemberére elérték az 1000 darabos gyártási mennyiséget a különböző típusokból.
Az 1953-as év nem csak az ezredik gép átadásáról volt nevezetes a cég számára, hanem egy új szerződés megkötéséről is: a haditengerészeti nehéz vadászrepülőgép pályázatára a „Super Demon” (a sikertelennek bizonyult F3H Demon nagyobb teljesítményű változata) koncepcióval nevezett és el is nyerte azt. Így a McDonnell lehetett az, amelyik megépíthette a harmadik generációs hordozós vadászgépet, az F–4 Phantom II-t és ezzel minden idők egyik leghíresebb harci gépének gyártója lett. Az F–4 1958. május 27-én repült először, majd 1960. december 30-án állt szolgálatba az első felhasználójánál, a haditengerészeti légierőnél. A gépet a tengerészgyalogság is kiválasztotta, ami ezres nagyságrendű gép szállítását jelentett a cég számára, hatalmas üzleti sikert előre vetítve. 1963-ban, a kedvező haditengerészeti tapasztalatok alapján – és félretéve a szokásos, fegyvernemek közötti ellentétet – a légierő is az F–4-et választotta új vadászbombázó típusának . Az össz-haderőnemi használhatóság, valamint a korszak legjelentősebb háborús konfliktusában, a vietnámi háborúban szerzett kedvező tapasztalatok más légierők számára is kívánatossá tették a típust, amelyet végül 11 állam légiereje állított szolgálatba. Az F–4-ből végül gyártásának 1979-es leállításáig több mint 5000 darabot állított elő a McDonnell, beteljesítve a hatalmas üzleti siker ígéretét.

### Űripar

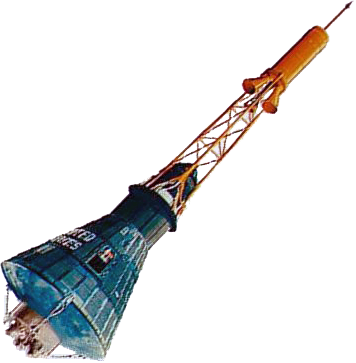
A Mercury űrhajó a vészhelyzetben használható mentőrakétával

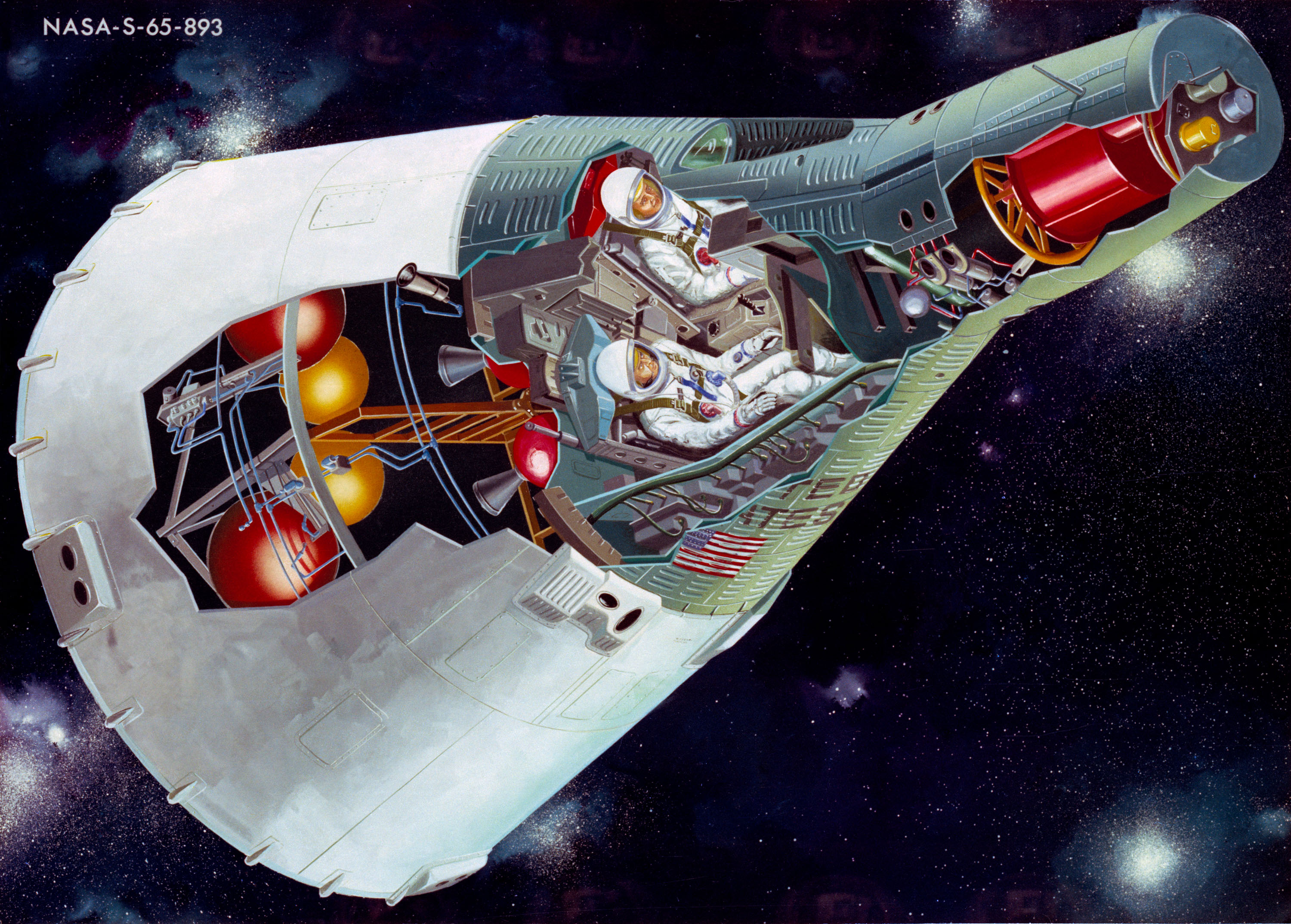
A Gemini űrhajó sajtónak szánt metszeti ábrája

Az 1950-60-as évek fordulóján több repülőgépgyár is az űripar felé nyitott a kibontakozó grandiózus amerikai űrprogramokra reagálva. A Szputnyik–1 felbocsátása nyomán kialakult negatív amerikai közhangulatban prioritást kaptak a szovjeteknek való visszavágást szolgáló űrprogramok, ezek között is fő helyen az első ember világűrbe juttatására meghirdetett Mercury-program. Az első ember irányította űrhajó létrehozására az újonnan megalakult NASA berkeiben működő szakértői testület, a Space Task Group tudósai írtak ki követelményrendszert. 1959. január 6-ra négy gyártót neveztek meg alkalmasnak a Mercury űrhajó létrehozására, majd ez tovább finomodott, két versenyzőt hagyva állva: a McDonnell Aircraft Corporation és a Grumman Aircraft Engineering Corporation. A győztest maga a NASA főigazgatója, Keith Glennan hirdette ki 1959. január 12-én:
„Az ok, amiért a McDonnellt választottuk a Grumman ellenében az a tény, hogy a Grumman teljesen leterhelt egy sor még koncepció fázisban levő haditengerészeti projekttel. Nem tűnne bölcs lépésnek a Grummant választani ebben az emberi erőforrást érintő, viszonylag szűkös szituációban, különösen hogy ez a helyzet az űrkabin projekt lassú kibontakozásában mutatkozna meg, a prioritás ellenére.”
A kifejezetten „ha ló nincs, szamár is jó” típusú döntés ellenére a McDonnell örömmel fogadta a presztízs szempontból rendkívül fontos, a kor high-tech technológiájába bevezető megrendelést. Magát a szerződést 1959. február 5-én írta alá James McDonnell, amelyben 18 300 000 dollár költségtérítés és előállított űrhajónkénti 1 150 000 dollár díj ellenében 20 darab űrhajót fejleszt ki és állít elő a cég a NASA számára. 1959-62 között a McDonnell maradéktalanul eleget tett kötelezettségének és űrhajóiban jutott fel az első amerikai űrhajós a világűrbe.
A Mercury–program az űrhajó szempontjából egy folyamatos fejlesztési folyamat volt, az egyes űrhajók nem voltak egyformák, folyamatosan fejlesztették őket az egyre bonyolultabbá váló feladatokhoz. John F. Kennedy 1961. május 25-i bejelentése után – miszerint az Egyesült Államok megcélozza a Holdat – nyilvánvalóvá vált, hogy az űrbeli manőverezésre alkalmatlan Mercury űrhajó technológiai értelemben zsákutca, a továbblépéshez jelentős fejlesztésre – elsősorban manőverezőképességre és kétfős kialakításra – van szükség. A NASA a Mercury-fejlesztésekben tökéletes partnernek bizonyult McDonnell-lel, mint készséges, természetes szövetségessel karöltve dolgozta ki a fejlesztési koncepciókat, amelyek 1961. októberére a Mercury Mark II elképzelésrendszerben öltött testet. A Mark II gyakorlatilag egy teljesen új űrhajó lett, a NASA pedig eldöntötte, hogy a merőben új célok és követelményrendszer miatt nem a Mercury–programot folytatja, hanem teljesen új űrprogramot indít Gemini-program néven. A fejlesztésekben való részvétel miatt nem is volt kérdéses, hogy a McDonnell legyen az új űrhajó gyártója. James McDonnell 1961. december 22-én írta alá a szerződést a Gemini űrhajó létrehozására. A szerződés értelmében a McDonnellnek 15 hónap alatt kellett kifejlesztenie a Gemini űrhajót, majd összesen 12 darabot kellett leszállítania a folyamatos űrrepülésekhez, 60 naponként egyet. A későbbi problémák miatt a fejlesztési és gyártási program némi csúszást szenvedett, de 1963. augusztus 21-én a tervezési fázis lezárult, az űrhajó első példánya elkészült. Később mind a 12 megrendelt példányt átadta a McDonnell a megrendelő NASA-nak, amelyekkel 1964. április 12. – 1966. november 19. között 12 sikeres repülést végeztek az űrhajósok.
A gyár az Apollo-programban is szerephez jutott, igaz ezúttal nem a leglátványosabb elem, az űrhajó fő beszállítójaként: a McDonnell kapta a Saturn V holdrakéta harmadik fokozatának, az S-IVB-nek a gyártási jogát.

### Összeolvadás a Douglas Aircrafttal
A cég űriparba lépése, valamint más üzleti érdekeltségek alapítása, felvásárlása miatt a cég tulajdonosai 1966-ban cégforma-váltást határoztak el, amellyel a cég neve is megváltozott, megalakult a McDonnell Company. (Ez a jelenlegi magyar cégjog szerint nagyjából a korlátolt felelősségű társaságból részvénytársasággá történő átalakulást jelentené). A management fő problémája ez idő tájt azonban már a cég több lábra állítása volt, mert bizonytalan jövőképnek tartották, hogy a McDonnell kizárólag katonai megrendelésekből szerzi bevételeit. Az ezres nagyságrendben előállított F–4 és a két űrprogram bevételei lehetővé tették, hogy olyan cég felvásárlásával diverzifikálják a cég gyártási palettáját, amelynek a személyszállító repülőgépek piacán (is) van tapasztalata. E célból James McDonnell már 1963-ban megpróbálkozott a Douglas Aircraft Company felvásárlásával, ám a célpont ellenállt az „ellenséges felvásárlásnak”. Az újabb, 1967-es kísérletnek azonban már nem tudott ellenállni az éppen financiális válságba került Douglas repülőgyár, a McDonnell sikeresen kebelezte be. 1967. április 28-án létre is jött a fúzió a két patinás cég között, az új cég neve McDonnell Douglas Corporation lett.

### Beolvadás a Boeing óriásvállalatba
Három évtized múltán az utódvállalat is hasonló helyzetbe került, mint a Douglas, egy nagyobb cég, a Boeing része lett. Az 1997-es egyesülés után a McDonnell Douglas a Boeing egyik integráns divíziójaként él tovább, termékei nevét a Boeing neve váltotta fel.

## Gyártóbázisok
- Lambert Field, St. Louis
- Eddystone, Pennsylvania (1944-46)

## Gyártmányai
- TD2D/KDD/KDH Katydid célrepülőgép
- XP–67 Bat kísérleti vadászgép
- FH–1 Phantom haditengerészeti vadászgép
- F2H Banshee haditengerészeti vadászgép
- XF–85 Goblin kísérleti vadászgép
- XF–88 Voodoo kísérleti vadászgép
- F3H Demon haditengerészeti vadászgép
- F–101 Voodoo szuperszonikus vadászbombázó
- F–4 Phantom II szuperszoikus vadászbombázó
- McDonnell 119/220 business jet
- XV–1 kísérleti konvertiplán
- XH–20 Little Henry kísérleti ram-jet helikopter
- XHJD–1 Whirlaway helikopter
- Model 120 daruhelikopter
- Mercury űrhajó
- Gemini űrhajó
- ASSETT űrrepülőgép

### Külföldi oldalak
- U.S. Centennial of Flight Commision – The McDonnell Corporation (angol nyelvű oldal)
- A McDonnell Aircraft története 1939–45 (angol nyelvű oldal)
- A McDonnell Aircraft története 1946–56 (angol nyelvű oldal)
- A McDonnell Aircraft története 1957–67 (angol nyelvű oldal)
- This New Ocean: A History of Project Mercury Archiválva 2010. június 17-i dátummal a Wayback Machine-ben (angol nyelvű oldal)
- On the Shoulders of Titans: A History of Project Gemini Archiválva 2010. január 13-i dátummal a Wayback Machine-ben (angol nyelvű oldal)